# آبشار مک‌گالیارد
آبشار مک‌گالیارد (به انگلیسی: McGalliard Falls) آبشاری است که در کارولینای شمالی، ایالات متحده آمریکا واقع شده و ارتفاع کلی ریزشگاه آن ۴۰ فوت (۱۲ متر) است.